# Военно-морской флот Сомали
Военно-морской флот Сомали (сомал. Ciidamada Badda Soomaaliyeed, араб. القوات البحرية الصومالية‎) — один из видов вооружённых сил Сомали.
Сомалийский флот был создан до провозглашения независимости, при содействии ВМС Италии, которые помогали поддерживать безопасность в сомалийских водах. После обретения независимости сомалийский флот в основном патрулировал прибрежные воды для предотвращения незаконного пересечения морской границы страны. Патрулирования выполнялись во взаимодействии с военно-воздушными силами Сомали. Кроме того, сомалийский флот осуществлял поисково-спасательные операции.
Сомалийский флот принимал участие во многих морских учениях совместно с ВМС США, Королевским флотом Великобритании и Королевским флотом Канады.

## Правление М. Х. Барре
Большую роль в становлении сомалийского флота сыграла военная помощь СССР. В 1965 году ВМФ Сомали были переданы 2 сторожевых катера проекта 368П, а до 1969 года сомалийский флот получил малые торпедные катера проекта 123бис, большие торпедные катера проекта 183, десантные катера проекта 1785. В 1965—1969 годах СССР передал ВМФ Сомали 6 сторожевых катеров пр.368П (2 единицы в 1965, 3 единицы в 1966): тип 9; 6 малых торпедных катера пр.123бис; 4 большие торпедные катера пр183 в 1968: тип 7; 4 десантных катера пр.1785. В 1974—1977 годах СССР передал ВМФ Сомали 1 патрульный катер пр.1400Э в 1974, 2 ракетных катера пр.205У № 125 в декабре 1975: тип 21, 4 торпедных катера пр.205Т № 107, пр.205ЭТ в 1976: тип 20, 1 СДК пр.770МА в декабре 1976: тип 100. Советскими специалистами была построена военно-морская база в Кисмайо.
С середины 1985 года только два корабля проводили морское патрулирование около своей базы в Бербере.
По состоянию на ноябрь 1987 года сомалийский флот имел базы в Бербере, Могадишо и Кисмайо. Имелась батарея береговой обороны из 100-мм орудий, шесть станций РЛС, четыре пункта визуального наблюдения и двенадцать сигнальных станций. Общее количество кораблей достигало 18 единиц, из которых 3 были в боеспособном состоянии (один ракетный катер класса «Оса», бежавший из Эфиопии в начале 1980-х годов 104-футовый корабль Swiftship и единственный десантный корабль класса «Проект 770»), 13 в небоеспособном состоянии (два торпедных катера класса «Мол», два патрульных катера класса «Мол» и четыре торпедных катера проекта 183) и 2 советских десантных катера в неизвестном состоянии.
После свержения режима Барре один или два остававшихся боеспособными корабля (в том числе ракетный катер класса Оса) бежали в тогдашнюю столицу Южного Йемена Аден, советский десантный корабль проекта 770 пришвартовался в Момбасе, а другие корабли разграбили в Кисмайо.

## Современный период истории
В июне 2009 года сомалийский флот был восстановлен. Был назначен новый командир, адмирал Фарах Ахмед Омар. До 500 морских пехотинцев, обучались в Могадишо, обучение завершилось в декабре 2009 года.
Флот не имеет собственных кораблей и катеров, поэтому арендует быстроходные катера, чтобы выполнить патрули.
На 2012 год ВМФ Сомали насчитывал 200 матросов и несколько катеров.
На 2017 год по данным SJPER численность персонала флота составляла 550 человек (из них 140 офицеров) и 5 катеров. В июне 2018 года было объявлено о 311 военнослужащих на флоте, однако и число 550 и 311 западные эксперты считают завышенными.
На 2024 год ВМФ Сомали насчитывал более 700 человек и четыре корабля береговой охраны (из которых только одно в боеспособном состоянии).